# Graziella Chiappalone
Graziella Chiappalone (Palmi, 27 maggio 1953) è un'ex modella e showgirl italiana, vincitrice di Miss Italia 1968.

## Biografia
Dopo aver vinto il titolo di Miss Calabria, fu incoronata Miss Italia nel 1968 a Salsomaggiore Terme. È stata valletta di Corrado in A che gioco giochiamo? nel 1969. Per un periodo usò il nome d'arte di Graziella Palmi.